# Mesquita Taza Pir
La mesquita Taza Pir (àzeri: Təzə Pir məscidi) és una mesquita de tradició xiïta construïda a Bakú, a l'estat d'Azerbaidjan. Les obres van començar el 1905 i es va acabar el 1914. La filantropa azerbaidjanesa Nabat Aşurbəyova (Aşurbəyli) en va patrocinar la construcció i va encarregar-la a l'arquitecte Zivər bəy Əhmədbəyov. Després de la mort de la mecenes, la construcció es va suspendre. Aviat, però, es va reprendre amb el suport del seu fill, Hacı Abbasqulu Rzayev, i es va completar el 1914.
Només tres anys després d'obrir la mesquita es va tancar degut a la Revolució d'Octubre de 1917. Amb els anys la mesquita va funcionar com a cinema i graner, i des de 1943 fins a l'actualitat com a mesquita. L'akhund de la mesquita és el Gran Muftí del Caucas, Allahşükür Hümmət Paşazadə.